# Прері-Роуз (Північна Дакота)
Прері-Роуз (англ. Prairie Rose) — місто (англ. city) в США, в окрузі Кесс штату Північна Дакота. Населення — 56 осіб (2020).

## Географія
Прері-Роуз розташоване за координатами 46°49′2″ пн. ш. 96°50′7″ зх. д. / 46.81722° пн. ш. 96.83528° зх. д. (46.817110, -96.835145).  За даними Бюро перепису населення США в 2010 році місто мало площу 0,11 км², уся площа — суходіл.

## Демографія
Згідно з переписом 2010 року, у місті мешкали 73 особи в 25 домогосподарствах у складі 21 родини. Густота населення становила 688 осіб/км².  Було 26 помешкань (245/км²).
Расовий склад населення:
| - 100,0 % — білих |

До двох чи більше рас належало 0,0 %. Частка іспаномовних становила 0,0 % від усіх жителів.
За віковим діапазоном населення розподілялося таким чином: 32,9 % — особи молодші 18 років, 64,4 % — особи у віці 18—64 років, 2,7 % — особи у віці 65 років та старші. Медіана віку мешканця становила 41,8 року. На 100 осіб жіночої статі у місті припадало 102,8 чоловіків;  на 100 жінок у віці від 18 років та старших — 96,0 чоловіків також старших 18 років.
Середній дохід на одне домашнє господарство  становив 123 525 доларів США (медіана — 108 750), а середній дохід на одну сім'ю — 131 110 доларів (медіана — 110 625). 
Цивільне працевлаштоване населення становило 50 осіб. Основні галузі зайнятості: роздрібна торгівля — 28,0 %, освіта, охорона здоров'я та соціальна допомога — 16,0 %, будівництво — 10,0 %, публічна адміністрація — 8,0 %.